# Фрейде, Родольфо
Родольфо Фрейде (исп. Rodolfo Freude, 1920—2003) — государственный деятель Аргентины, первый руководитель спецслужбы СИДЕ.

## Биография
Родился в Буэнос-Айресе в 1920 году (по другим данным — в 1922 году) в семье крупного аргентинского предпринимателя немецкого происхождения Людвига Фрейде (1889—1956). Во время Второй мировой войны Родольфо помогал отцу, который был президентом немецкого клуба в Буэнос-Айресе с 1941 по 1945 год и, по некоторым данным, сотрудничал со спецслужбами Третьего рейха.
Родольфо входил в ближайшее окружение Перона, его жены Эвиты и её брата Хуана Дуарте. В 1944—1945 годах Родольфо был помощником Перона, который тогда занимал посты министра труда и затем — вице-президента страны. В 1946 году, когда Перон баллотировался в президенты страны, Людвиг Фрейде оказывал ему финансовую поддержку, а Родольфо («Руди», как его именовал Перон) участвовал в избирательной кампании в качестве личного секретаря и довереннего лица. После избрания на пост президента Перон назначил Родольфо руководителем спецслужбы «Отдел информации» (исп. División Informaciones), впоследствии переименованной в СИДЕ. Задачами этой спецслужбы была слежка за оппозиционными силами в стране, иностранными посольствами, а также коммунистической деятельностью в Латинской Америке. Находясь на посту руководителя СИДЕ, Родольфо Фрейде участвовал в деятельности организации бывших эсэсовцев ODESSA, способствовавшей укрыванию на территории Аргентины нацистских преступников, таких как Адольф Эйхман и Эрих Прибке.
После военного переворота 1955 Родольфо Фрейде не участвовал в политической деятельности. Умер в 2003 году, по другим данным, в 2006 году.